# Selliguea oodes
Selliguea oodes är en stensöteväxtart som först beskrevs av Gustav Kunze och som fick sitt nu gällande namn av Peter Hans Hovenkamp.
Selliguea oodes ingår i släktet Selliguea och familjen Polypodiaceae. Inga underarter finns listade i Catalogue of Life.